# Alija Bešić
Alija Bešić, né le 30 mars 1975 à Sarajevo (Bosnie-Herzégovine), est un footballeur bosnien-luxembourgeois, mais international luxembourgeois. Il a entraîné le Club sportif Fola Esch après sa carrière.

## Biographie
Il compte 21 sélections pour le Luxembourg. 
Il évolue au Fola Esch en Promotion d'Honneur (D2) au Luxembourg jusqu'en 2012.